# Anselmo Giorcelli
Anselmo Giorcelli (Fontanetto Po, 31 dicembre 1928 – Alessandria, 20 settembre 2019) è stato un calciatore e allenatore di calcio italiano, di ruolo portiere.

## Carriera

### Calciatore
Cresciuto nell'U.S. Trinese di Trino, fu notato nel 1947 dagli osservatori dell'Alessandria, squadra con cui esordì in Serie A nel corso del campionato 1947-1948. Vestì la maglia grigia per altre tre stagioni. Nel 1951, un anno dopo la retrocessione della squadra piemontese in Serie C, passò al Monza per una stagione, prima di approdare al Bologna nel 1952. Nello stesso anno fu tra i giocatori convocati in Nazionale in occasione dei Giochi olimpici di Helsinki.
Vestì la casacca rossoblu per nove stagioni, vincendo una Coppa Mitropa. Nel 1961 pose fine alla sua carriera di calciatore, nella quale ha totalizzato complessivamente 195 presenze in Serie A e 111 in Serie B.

### Allenatore
Cessata l'attività agonistica, entrò a far parte dello staff tecnico dell'Alessandria, con cui collaborò diversi anni, subentrando tra l'altro a Sergio Castelletti sulla panchina della prima squadra nell'ultima parte del campionato di Serie B 1974-1975; allenò anche, in Serie D, l'Acqui, da gennaio (sostituì Bruno Nattino) a marzo 1976, quando venne esonerato e rimpiazzato da Giuseppe Fucile.